# Nigg, Highland
Nigg är en by i Highland i Skottland. Byn är belägen 10 km 
från Invergordon. Orten har 158 invånare (2011).